# إدوارد وإيلونورا
إدوارد وإيلونورا مأساة للكاتب البريطاني جيمس طومسون عام 1739.  في الأصل كان من المقرر أن يتم عرض المسرحية في كوفنت غاردن في عام 1739 ، تم حظر المسرحية من قبل الرقيب ، اللورد تشامبرلين تشارلز فيتزروي ، دوق جرافتون ، بموجب قانون الترخيص الأخير. حدث هذا في وقت متأخر من التدريبات في مارس 1739.  كان المقصود من الممثلين الأصلي هو إبراز دينيس ديلان في دور إدوارد وكريستيانا هورتون في دور إليانور وجيمس روسكو في دور جلوسيستر ولاسي رايان في دور السلطان.
تم التعرف على طومسون عن كثب مع باتريوت ويغز المعارضين لحكومة روبرت والبول . كان يُنظر إلى مسرحيته ، ظاهريًا عن إدوارد الأول وزوجته إليانور خلال الحملة الصليبية التاسعة ، على أنها هجوم على سياسات والبول والفساد الشخصي.  نظرًا لأن المسرحية تبدأ بإدوارد كأمير وطني لويلز مقارنة بشكل إيجابي بوالده هنري الثالث ، فقد تم رسم أوجه التشابه مع العلاقة المتوترة بين جورج الثاني وابنه فريدريك ، أمير ويلز الذي كان داعمًا للوطنيين اليمنيين.  كرس طومسون النسخة المنشورة من المسرحية لزوجة فريدريك أوغستا .
عُرضت المسرحية أخيرًا في كوفنت غاردن في 18 مارس 1775 ، بعد سنوات عديدة من وفاة طومسون. وكان من بين الممثلين توماس هال وروبرت بنسلي وآن ستريت باري وإيزابيلا ماتوكس . ركض لمدة سبعة عروض. 

## فهرس
- باينز ، بول وفيرو ، جوليان وروجرز ، بات. موسوعة وايلي بلاكويل لكتاب وكتاب القرن الثامن عشر ، 1660-1789 . وايلي بلاكويل ، 2011.
- نيكول ، ألارديس. تاريخ دراما أوائل القرن الثامن عشر: 1700-1750 . أرشيف CUP ، 1927.
- ويلسون ، بريت دي.عرق الأنثى الوطنية: المرأة والروح العامة على المسرح البريطاني ، 1688-1745 . كتب ليكسينغتون ، 2012.